# Aïcha Mama Kane
Pour les articles homonymes, voir Kane.
Soxna Aïcha Mama Kane est une femme politique sénégalaise.

## Biographie

### Enfance et études
Issue d'une famille halpulaar mauritanienne tidiane, Aissa Mama Kane suit sa scolarité au lycée John Fitzgerald Kennedy puis à l’école des infirmières d’État d’où elle sort diplômée en 1964.
Le 28 février 1980, elle épouse Béthio Thioune, rencontré en 1974 à Kaolack où elle était infirmière dans un dispensaire municipal et lui administrateur civil avant de devenir le chef spirituel des thiantacounes. 
Son mari ne pouvant se présenter, elle est candidate sur la liste de la coalition Sopi 2007 soutenant Abdoulaye Wade aux élections législatives sénégalaises de 2007, élue pour 5 ans, députée à l'Assemblée nationale. Elle abandonne alors son métier, exercé dans un dispensaire municipal de Dakar et à la clinique de Médina.